# والتون (اورگن)
والتون (به انگلیسی: Walton) یک منطقهٔ مسکونی در ایالات متحده آمریکا است که در شهرستان لین، اورگن واقع شده‌است.